# Lana (protista)
Lana es un género de foraminífero bentónico de la familia Komokiidae, de la superfamilia Komokioidea y del orden Komokiida. Su especie tipo es Lana neglecta. Su rango cronoestratigráfico abarca el Holoceno.

## Discusión
Tradicionalmente Lana ha sido incluido en el orden Textulariida o en el orden Astrorhizida. Clasificaciones más modernas han incluido Lana en el suborden Astrorhizina del orden Astrorhizida.

## Clasificación
Lana incluye a las siguientes especies:
- Lana ferruginea
- Lana neglecta
- Lana reticulata
- Lana spissa